# Thyrsanthemum macrophyllum
Thyrsanthemum macrophyllum är en himmelsblomsväxtart som först beskrevs av Jesse More Greenman, och fick sitt nu gällande namn av Otto Rohweder. Thyrsanthemum macrophyllum ingår i släktet Thyrsanthemum och familjen himmelsblomsväxter. Inga underarter finns listade.